# Wild Youth
Wild Youth é uma banda irlandesa de indie rock formada em Dublin em 2016, composta pelos membros David Whelan, Conor O'Donohoe, Ed Porter e Callum McAdam. Representaram a Irlanda no Festival Eurovisão da Canção 2023 com a música " We Are One " (Somos um), mas não conseguiram chegar à final.

## Carreira
O Wild Youth foi fundado em 2016 em Dublin, pelos membros Conor O'Donohoe, Callum McAdam, Ed Porter e David Whelan. Os membros escrevem e produzem as suas músicas sozinhos. O single de estreia, "All Or Nothing", foi lançado em maio de 2017. Várias faixas foram lançadas depois dele, que se tornaram sucessos na Irlanda. Após o sucesso, a banda fez turnês conjuntas com Lewis Capaldi e Westlife . Em 2019, foi lançado seu primeiro mini-álbum, "The Last Goodbye" ("O último adeus").
Eles participaram no Eurosong 2023 com a música " We Are One ". Ficaram em primeiro lugar com 34 pontos e assim representarão a Irlanda no Festival Eurovisão da Canção 2023 . Eles apresentarão a música na primeira semifinal, no dia 9 de maio.

## Discografia

### Músicas
| Título         | Ano  | Posições de gráfico de pico |
| Título         | Ano  | IRA                         |
| -------------- | ---- | --------------------------- |
| " We Are One " | 2023 | 93                          |